# Arroyo Sarandí Grande
Der Arroyo Sarandí Grande ist ein im Osten Uruguays gelegener Fluss.
Der zum Einzugsgebiet der Laguna Merín zählende Fluss verläuft auf dem Gebiet des Departamentos Treinta y Tres von Norden nach Südosten. Seine Quelle liegt in der Cuchilla de Dionisio nahe dem Departamento Cerro Largo. Von dort legt er etwa 70 Kilometer bis zu seiner Mündung in die Laguna Merín zurück. Auf dem Weg dorthin unterquert er die Ruta 18, kurz bevor er südwestlich an der Stadt Estación Rincón vorbeiführt.
Zu seinen Nebenflüssen zählt der östlich von Estación Rincón entspringende Arroyo Sarandí Chico.